# خوتعيات
الفصيلة اللَّقَّاعية أو اللَّقَّاعِيَّات أو الخوتعيات أو ذباب السرؤ (Calliphoridae) أو الذبابة الزرقاء أو ذباب الجيف هي فصيلة حشرات من رتبة ذوات الجناحين، يوجده بها نحو 1100 نوع معروف.